# Humahuaca (kommunhuvudort i Argentina)
Humahuaca är en kommunhuvudort i Argentina.   Den ligger i provinsen Jujuy, i den norra delen av landet, 1 400 km nordväst om huvudstaden Buenos Aires. Humahuaca ligger 2 970 meter över havet och antalet invånare är 11 369.
Terrängen runt Humahuaca är huvudsakligen kuperad. Humahuaca ligger nere i en dal. Runt Humahuaca är det mycket glesbefolkat, med 4 invånare per kvadratkilometer.. Humahuaca är det största samhället i trakten. 
Omgivningarna runt Humahuaca är i huvudsak ett öppet busklandskap.